# Morpheus (software)
Morpheus fue un cliente peer-to-peer de intercambio y búsqueda de archivos para Microsoft Windows, desarrollado y distribuido por la empresa StreamCast. Originalmente utilizaba el protocolo OpenNap, pero más tarde fue compatible con muchos protocolos peer-to-peer diferentes. El 22 de abril de 2008, el distribuidor StreamCast Networks se declaró en bancarrota tras una larga batalla legal con las compañías musicales; todos sus empleados fueron despedidos y la descarga oficial en el sitio web www.morpheus.com dejó de estar disponible, aunque el sitio permaneció en línea durante un pequeño periodo de tiempo. Desde el 29 de octubre de 2008, el sitio web oficial de Morpheus está fuera de línea, incluidos todos los demás sitios web propiedad de StreamCast Networks, concretamente MusicCity.com, Streamcastnetworks.com y NeoNetwork.com.

## Disponibilidad
Los usuarios de la comunidad Morpheus aun se reúnen en el sitio web GnutellaForums.com, donde todavía se puede descargar el software Morpheus. En ese sitio, hay un foro y una sala de chat de soporte configurados desde el sitio y dentro del cliente.

## Presencia de adware/spyware
La última versión de Morpheus, la 5.5.1, no contiene adware, spyware ni ningún software adicional.[cita requerida] Sin embargo, cuando Morpheus se ejecuta, la interfaz solía contener anuncios en línea para financiar la aplicación.
Durante la instalación, se ofrece una barra de herramientas Morpheus peer-to-peer opcional. Tanto la aplicación Morpheus como la barra de herramientas Morpheus pueden desinstalarse fácilmente desde la ventana  "Agregar o quitar programas" de Windows, aunque esto era más complicado en versiones anteriores.
La versión 5.3 no instalaba adware ni spyware, aunque sí instalaba algunos accesos directos en el escritorio a sitios web de adware y la barra de herramientas Morpheus sin la aprobación del usuario.